# João Bastos
João Bastos OSE (Lisboa, Novembro, 1883 - 1957) foi um escritor com grande parte da sua obra mais conhecida constituída por peças teatrais e argumentos cinematográficos. 

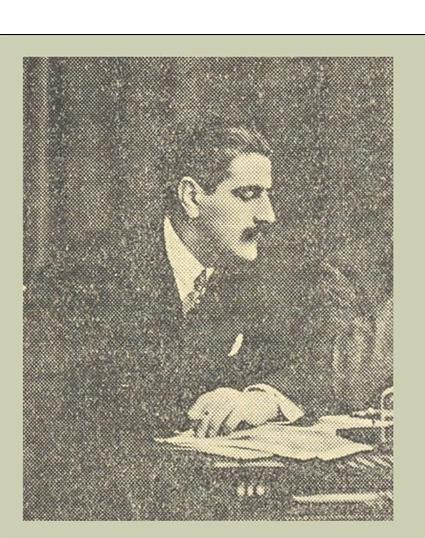
Fotografia de João Bastos.

## Biografia
João Bastos, nascido em Lisboa, em Novembro de 1883, foi um escritor encontrando-se o seu nome associado a algumas das melhores peças do teatro ligeiro português. Autor de fecundo e brilhante trabalho, no decurso de cerca de 40 anos de intensa atividade escreveu, sozinho e em parceria, mais de cem peças de todos os géneros, que obtiveram enorme sucesso junto do público e que causam, ainda hoje, admiração e boa disposição a todos quantos, com renovado prazer, têm a oportunidade de a elas assistir.
Da sua pena nasceram as peças "O Costa do Castelo", de que faz parte a famosa "Cantiga da Rua" , "A Menina da Rádio", "O Noivo das Caldas", "Varanda dos Rouxinóis", "O Menino da Luz" e "O Escorpião", entre muitas outras.

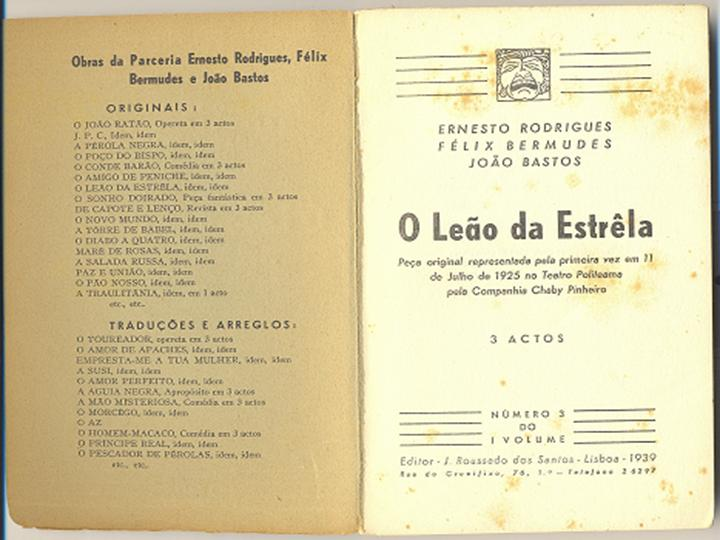
Foto mostrando duas páginas de O Leão da Estrela, de João Bastos.

A partir de 1912 formou, com Ernesto Rodrigues e Félix Bermudes, aquela que ficou conhecida como a "Parceria de Lisboa", autora de revistas, operetas, fantasias e argumentos de enorme sucesso, como "O Leão da Estrela", "João Ratão", "Vida Nova", "Conde Barão", "O Amigo de Peniche", "De Capote e Lenço", etc.
Colaborou também com muitos outros escritores teatrais, entre os quais, Xavier da Silva, Álvaro Cabral, André Brun, Henrique Roldão, Bento de Faria, Luiz Galhardo, Alberto Barbosa, Xavier de Magalhães, Pereira Coelho, Hermano Neves, e Lino Ferreira.
Foi condecorado, em 27 de Julho de 1925, pelo Presidente da República Manuel Teixeira Gomes, com o grau de Oficial da Ordem Militar de Sant'lago da Espada. Participou, como sócio fundador, na constituição da Sociedade Portuguesa de Autores, de cujo Conselho Fiscal foi presidente de 1925 até 1937.
Em 1935, João Bastos partiu para o Brasil com o ator Procópio Ferreira, e aí teve larga atividade como adaptador, empresário, cronista na rádio, etc..
No dia 11 de Julho de 1970, a Câmara Municipal de Lisboa descerrou a placa toponímica que batiza uma das artérias desta cidade com o nome de Rua João Bastos.

## Obra Original
Ao longo de mais de quarenta anos de atividade como escritor, João Bastos dedicou-se à criação de comédias, revistas, mágicas, fantasias, argumentos para filmes, diálogos, poesias e adaptações de peças e de textos estrangeiros. Sozinho, e em parceria com inúmeros outros escritores de renome, foi o autor de mais de cem obras de grande êxito, das quais se destacam as seguintes:

### Comédias
- "EM CAMISA" - Comédia em 1 ato;
- "COELHO & LEITÃO", Comédia em 1 ato, 1909;
- "O FURA-BOLOS", Comédia em 3 atos, 1912;
- "GENTE DE FORA", Comédia, 1940;
- "O NOIVO DAS CALDAS", 1932;
- "O COSTA DO CASTELO", Comédia, 1940, 1941, 1944;
- "O PÁTIO DO VIGÁRIO", Comédia, 1941;
- "O MENINO DA LUZ", Comédia, 1945;
- "PAGA E NÃO BUFES", Comédia;
- "O PÉ DE CABRA", Comédia;
- "O TRINCA-ESPINHAS", Comédia em 3 atos, João Bastos e Xavier da Silva;
- "O OLHO DA PROVIDÊNCIA", Comédia em 3 atos, 1908, 1917, 1927, João Bastos e Xavier da Silva;
- "O DR. ZEBEDEU", Comédia em 3 atos, 1909, João Bastos e Xavier da Silva;
- "VALENTE BALBINO", Comédia em 3 atos, 1910, João Bastos e Bento Faria;
- "A VIÚVA GOMES", Comédia, 1923, João Bastos e Henrique Roldão;
- "O CONDE BARÃO", Comédia em 3 atos, 1918, 1944, 1947 (Publicado por Empresa Literária Fluminense, 1924, 46 páginas - Representada pela primeira vez, no Teatro Politeama, em 30 de Janeiro de 1918), Ernesto Rodrigues, Félix Bermudes e João Bastos;
- "O AMIGO DE PENICHE", Comédia em 3 atos, 1920, 1925 (Publicado por Empresa Literária Fluminense, 1923,56 páginas - Representada pela primeira vez, no Teatro Politeama, em Abril de 1920 e em reprise no Teatro Avenida, em Dezembro de 1922), Ernesto Rodrigues, Félix Bermudes e João Bastos;
- "O LEÃO DA ESTRELA", Comédia em 3 atos, 1925, 1927 (Publicado por J. Roussado dos Bastos, 1939, 104 páginas) - (filme, 1947), Ernesto Rodrigues, Félix Bermudes e João Bastos;
- "O REI DO LIXO", comédia (adaptação da Opereta J.P.C., 1946), Ernesto Rodrigues, Félix Bermudes e João Bastos;
- "A VENTOINHA", Comédia, Ernesto Rodrigues, Félix Bermudes, João Bastos e Lino Ferreira;
- "CASA COM ESCRITOS", Comédia em 3 atos (Publicado por Livraria Popular de Francisco Franco 16 páginas), Ernesto Rodrigues e João Bastos;
- "O JULGAMENTO DO ALDRABÃO", Ato único, Félix Bermudes e João Bastos;
- "O ARROZ DE QUINZE", Comédia, 1926, Félix Bermudes, João Bastos e André Brun;
- "O PAI DE TODOS", Comédia, Félix Bermudes, João Bastos e André Brun;
- "HERÓIS DO MAR", Comédia, Félix Bermudes, João Bastos e H. Neves.

### Revistas
- "PÃO COM MANTEIGA", Revista;
- "CAPICUA", Revista, 1929;
- "TU CÁ TU LÁ", Revista 1933;
- "NOBRE POVO", Revista;
- "PONHA-LHES PAPAS", Revista;
- "SEM REI NEM ROQUE", Revista em 3 atos, João Bastos e Xavier da Silva;
- "O ARCO DA VELHA", Revista, João Bastos, João Bastos e Xavier da Silva;
- "SAÚDE E BICHAS", Revista em 2 atos, Xavier da Silva e Barbosa Júnior;
- "PEÇO A PALAVRA!", Revista em 2 atos, 1913, João Bastos e Álvaro Cabral;
- "DE CAPOTE E LENÇO", Revista em 3 atos, 1913, Ernesto Rodrigues, Félix Bermudes e João Bastos;
- "O PÃO NOSSO", Revista em 3 atos, 1914, Ernesto Rodrigues, Félix Bermudes e João Bastos;
- "O DIABO A QUATRO", Revista em 3 atos, 1915, Ernesto Rodrigues, Félix Bermudes e João Bastos;
- "MARÉ DE ROSAS", Revista em 3 atos, 1916, Ernesto Rodrigues, Félix Bermudes e João Bastos;
- "O NOVO MUNDO", Revista em 2 atos e 8 quadros, 1916 (Publicado por Impr. de M. Lucas Torres 15 páginas), Ernesto Rodrigues, Félix Bermudes e João Bastos;
- "A TORRE DE BABEL", Revista em 3 atos, 1917, Ernesto Rodrigues, Félix Bermudes e João Bastos;
- "A SALADA RUSSA", Revista em 3 atos, 1918, Ernesto Rodrigues, Félix Bermudes e João Bastos;
- "PAZ E UNIÃO" , Revista em 3 atos e catorze quadros (Publicado por Impr. de M. Lucas Tores, 1914, Ernesto Rodrigues, Félix Bermudes e João Bastos;
- "A TRAULITÂNIA", Revista em 3 atos, 1919, Ernesto Rodrigues, Félix Bermudes e João Bastos;
- "A ALDEIA DOS MACACOS", Revista, 1927, Ernesto Rodrigues, Félix Bermudes e João Bastos;
- "BICHINHA GATA", Revista em 2 atos, Ernesto Rodrigues, Félix Bermudes, João Bastos e Lino Ferreira;
- "LUA NOVA", Revista em 2 atos, 1923, Ernesto Rodrigues, Félix Bermudes, João Bastos e Henrique Roldão;
- "MEIA-NOITE", Revista, 1928, Félix Bermudes e João Bastos;
- "LARGA O RABO", Revista, 1931, Félix Bermudes e João Bastos;
- "O SUMO DA UVA", Revista, 1932, Félix Bermudes e João Bastos;
- "ABAIXO O CINEMA", Revista, 1929, Félix Bermudes, João Bastos e Pereira Coelho;
- "FEIRA DA LUZ", Revista, 1930 (ou apenas de João Bastos?), Félix Bermudes, João Bastos e Pereira Coelho;
- "ESPERTEZA SALOIA", cantiga da revista "Feira da Luz", Félix Bermudes, João Bastos e Pereira Coelho;
- "AI-LÓ", Revista, 1931, Félix Bermudes, João Bastos e Alberto Barbosa;
- "O AZ DE ESPADAS", Revista, 1926, Félix Bermudes, João Bastos, Alberto Barbosa e X. Magalhães;
- "O DIA DAS ROMARIAS", Revista, 1931, Félix Bermudes, João Bastos, P. Bandeira e J. Clímaco;
- "RANTANPLAN", Revista, 1925, Gregos e Troianos (Parceria - Diversos).

### Operetas
- "O FADO", Opereta em 3 atos, 1910, 1920, 1945, João Bastos e Bento Faria;
- "O JOÃO RATÃO", Opereta em 3 atos, 1920 (com música de Manuel de Figueiredo) - (Publicada por Empresa Literária Fluminense, 1924, 41 páginas - Representada pela primeira vez no Teatro Avenida, de Lisboa, em 23 de Janeiro de 1920 ) - (mais tarde, filme), Ernesto Rodrigues, Félix Bermudes e João Bastos;
- "J.P.C.", Opereta em 3 atos, 1921, Ernesto Rodrigues, Félix Bermudes e João Bastos;
- "A PÉROLA NEGRA", Opereta em 3 atos, 1922 (com música de Wenceslau Pinto) - (Publicado por Impr. Libanio da Silva, 1926, 40 páginas - Representada pela primeira vez, no Teatro Avenida, em 1922), Ernesto Rodrigues, Félix Bermudes e João Bastos;
- "O POÇO DO BISPO", Opereta em 3 atos, 1924 (com música de Wenceslau Pinto) - (Publicada por Impr. Libanio da Silva, 1926, 47 páginas - Esta peça foi representada pela primeira vez, no Teatro Avenida, na época de 1924-1925 ), Ernesto Rodrigues, Félix Bermudes e João Bastos;
- "A FLOR DO BAIRRO", Opereta, 1930, Félix Bermudes e João Bastos.

### Mágicas
- "LENDA DO SETE CRAVOS", Mágica, 1942.

### Fantasias
- "A CHAVE DO PARAÍSO", Fantasia, 1945;
- "O SONHO DOIRADO", Peça fantástica em 3 atos e 15 quadros (com Filippe Duarte) (Publicado por Impr. Lucas, 16 páginas), Ernesto Rodrigues, Félix Bermudes e João Bastos;
- "AS ONZE MIL VIRGENS", Fantasia em 2 atos, Ernesto Rodrigues, Félix Bermudes e João Bastos;
- "O BOLO REI", Fantasia em 2 atos, 1924, Ernesto Rodrigues, Félix Bermudes, João Bastos e Henrique Roldão;
- "RATAPLAN", Revista Fantasia em 2 atos, Ernesto Rodrigues, Félix Bermudes e João Bastos, L. Aquino, Alberto Barbosa e Xavier de Magalhães;
- "FOOT-BALL", Revista Fantasia em 2 atos, 1925, Ernesto Rodrigues, Félix Bermudes e João Bastos, L. Aquino, Alberto Barbosa e Xavier de Magalhães.

### Letras de Canções
- "CANTIGA DA RUA", da comédia "O Costa do Castelo";
- "O NOSSO BAIRRO", letra de canção;
- "NO AZUL DO CÉU", letra de canção;
- "TROVA POPULAR": canção marcha da revista "Nobre povo";
- "DÓ-RÉ-MI", marcha popular do filme "A Menina da Rádio";
- "CANÇÃO DE JOEL", Lenda dos Sete Cravos;
- "MADRAGOA", fado com música de Frederico Valério.

### Argumentos Cinematográficos
- "A VARANDA DOS ROUXINÓIS", Argumento, Diálogo e Poemas, 1939;
- "DOIS DIAS NO PARAÍSO", Argumento, 1957;
- " É PERIGOSO DEBRUÇAR-SE", Adaptação e Diálogos, 1946;
- "O NOIVO DAS CALDAS", Argumento, 1956, João Bastos e Arthur Duarte;
- "MADRAGOA", Diálogos, 1952, João Bastos e Gualdim Pais;
- "O COSTA DO CASTELO", Argumento, 1943, João Bastos e Fernando Fragoso;
- "A MENINA DA RÁDIO", Argumento, Diálogos e Poemas, 1944, João Bastos e Fernando Fragoso;
- "VIDA NOVA", Argumento do filme, 1919, Ernesto Rodrigues, Félix Bermudes e João Bastos;
- "O LEÃO DA ESTRELA", Argumento, diálogos e poemas, 1947, Ernesto Rodrigues, Félix Bermudes e João Bastos;
- "O HÓSPEDE DO QUARTO TREZE", diálogos, 1947, João Bastos e Eugene Deslaw;
- "JOÃO RATÃO", Argumento do filme, 1940, Ernesto Rodrigues, Félix Bermudes e João Bastos, Fernando Fragoso e Jorge Brum do Canto.

## Traduções e Adaptações

### Comédias
- "O ESCORPIÃO", Comédia, 1932, 1944;
- "O CÃO DE FILA", Comédia, 1934;
- "CASA OU NÃO CASA?", Comédia, 1935;
- "TABÚ", Comédia, 1935;
- "A TIA FRANCISCA", Comédia, 1941;
- "O REI DO VOLFRÂMIO", Comédia, 1943;
- "As TRÊS MARIAS", Comédia, 1944;
- "O VIVO DEMÓNIO", Comédia, 1949;
- "O NETO DO BARBA AZUL", Comédia;
- "Quem Manda são Elas", Comédia, 1949;
- "A MÃO MISTERIOSA", Comédia em 3 atos, Ernesto Rodrigues, Félix Bermudes e João Bastos;
- "O MORCEGO", Comédia em 3 atos (Drama?), Ernesto Rodrigues, Félix Bermudes e João Bastos;
- "O AZ", Comédia, Ernesto Rodrigues, Félix Bermudes e João Bastos;
- "O HOMEM-MACACO", Comédia em 3 atos, 1915, Ernesto Rodrigues, Félix Bermudes e João Bastos;
- "O PRÍNCIPE REAL", Comédia em 3 atos, Ernesto Rodrigues, Félix Bermudes e João Bastos;
- "O PESCADOR DE PÉROLAS", Comédia em 3 atos, versão livre do francês, Ernesto Rodrigues, Félix Bermudes e João Bastos;
- "O GATO BRAVO", Comédia, Ernesto Rodrigues, Félix Bermudes e João Bastos;
- "A CARTA ANÓNIMA", Comédia em 3 atos, 1927, Ernesto Rodrigues, Félix Bermudes e João Bastos;
- "O PAI SIMÃO", Comédia em 3 atos, 1947, 1948, Ernesto Rodrigues, Félix Bermudes, João Bastos e Lino Ferreira;
- "O NOIVADO DO SEPULCRO", Comédia em 3 atos, Ernesto Rodrigues, Félix Bermudes, João Bastos e Lino Ferreira;
- "O REGRESSO", Comédia em 3 atos, Ernesto Rodrigues, Félix Bermudes, João Bastos e Lino Ferreira;
- "A OITAVA MULHER DE BARBA AZUL" Comédia em 3 atos, Ernesto Rodrigues, Félix Bermudes, João Bastos e Lino Ferreira;
- "UM DIVÓRCIO", Comédia em 3 atos, Ernesto Rodrigues, Félix Bermudes, João Bastos e Lino Ferreira;
- "O ARROZ DOCE", Comédia em 3 atos, Ernesto Rodrigues, Félix Bermudes, João Bastos e Henrique Roldão;
- "O PÉ DE SALSA", 1926; Ernesto Rodrigues, Félix Bermudes, João Bastos e André Brun;
- "A VENTOINHA", Comédia em 3 atos, Ernesto Rodrigues, João Bastos e Lino Ferreira;
- "A SAGRADA FAMÍLIA", Comédia, 1927, Félix Bermudes e João Bastos;
- "A SENHORA APARECIDA", Comédia, 1928, Félix Bermudes e João Bastos;
- "O PELE E OSSO", Comédia, 1930, Félix Bermudes e João Bastos;
- "JOGO DAS DAMAS", Comédia, 1931, Félix Bermudes e João Bastos;
- "UM CONTO DE REIS", Comédia, 1932, Félix Bermudes e João Bastos;
- "O BRUXO DA ARRUDA", Comédia, 1932, Félix Bermudes e João Bastos;
- "O BAILE DOS QUINTALINHOS", Comédia, Félix Bermudes e João Bastos;
- "O ALDRABÃO", Comédia, 1946, Félix Bermudes e João Bastos;
- "O LIMÃO AZEDO", Comédia, Félix Bermudes e João Bastos;
- "O CRIME DA QUINTA AVENIDA", Comédia, 1931, Félix Bermudes, João Bastos e Alberto Barbosa;
- "O DOMADOR DE SOGRAS", Comédia em 3 atos/arreglo, de 1928, Félix Bermudes, João Bastos e Hermano Neves;
- "O TENÓRIO DA BICA", Comédia em 3 atos, adaptada do alemão, João Bastos, André Brun e Félix Bermudes.

### Vaudeville
- "O PÃO DE LÓ", Vaudeville em 3 atos, 1925, 1946, Ernesto Rodrigues, Félix Bermudes, João Bastos e Henrique Roldão;
- "O GANHA PÃO", Vaudeville, 1933;
- "O DOUTOR DA MULA RUÇA", Vaudeville, 1926, Ernesto Rodrigues, Félix Bermudes e João Bastos;
- "O BOM SUCESSO", Vaudeville, 1927, Félix Bermudes e João Bastos;
- "O BOM LADRÃO", Vaudeville, 1927, Félix Bermudes e João Bastos;
- "O PADRE CURA", Vaudeville, 1927, Félix Bermudes e João Bastos;
- "A MARIA RITA", Vaudeville, Félix Bermudes e João Bastos;
- "O AZ DO FOOT-BALL", Vaudeville, Félix Bermudes e João Bastos.

### Operetas
- "O TOUREADOR", Opereta em 3 atos, Ernesto Rodrigues, Félix Bermudes e João Bastos;
- "O AMOR DE APACHES", Opereta em 3 atos, Ernesto Rodrigues, Félix Bermudes e João Bastos;
- "EMPRESTA-ME A TUA MULHER", Opereta em 3 atos, Ernesto Rodrigues, Félix Bermudes e João Bastos;
- "A SUSI", Opereta em 3 atos, 1917, Ernesto Rodrigues, Félix Bermudes e João Bastos;
- "O AMOR PERFEITO", Opereta em 3 atos, Ernesto Rodrigues, Félix Bermudes e João Bastos;
- "O AMOR PERFEITO", Opereta, Ernesto Rodrigues, Félix Bermudes, João Bastos e Lino Ferreira;
- "A PRINCESA DO CIRCO", Opereta, 1928, Ernesto Rodrigues, Félix Bermudes, João Bastos e Hermano Neves.

### Mágicas
"A ÁGUIA NEGRA", Apropósito (Mágica) em 3 atos, Ernesto Rodrigues, Félix Bermudes e João Bastos.